# Wróżba z gałązki wiśni

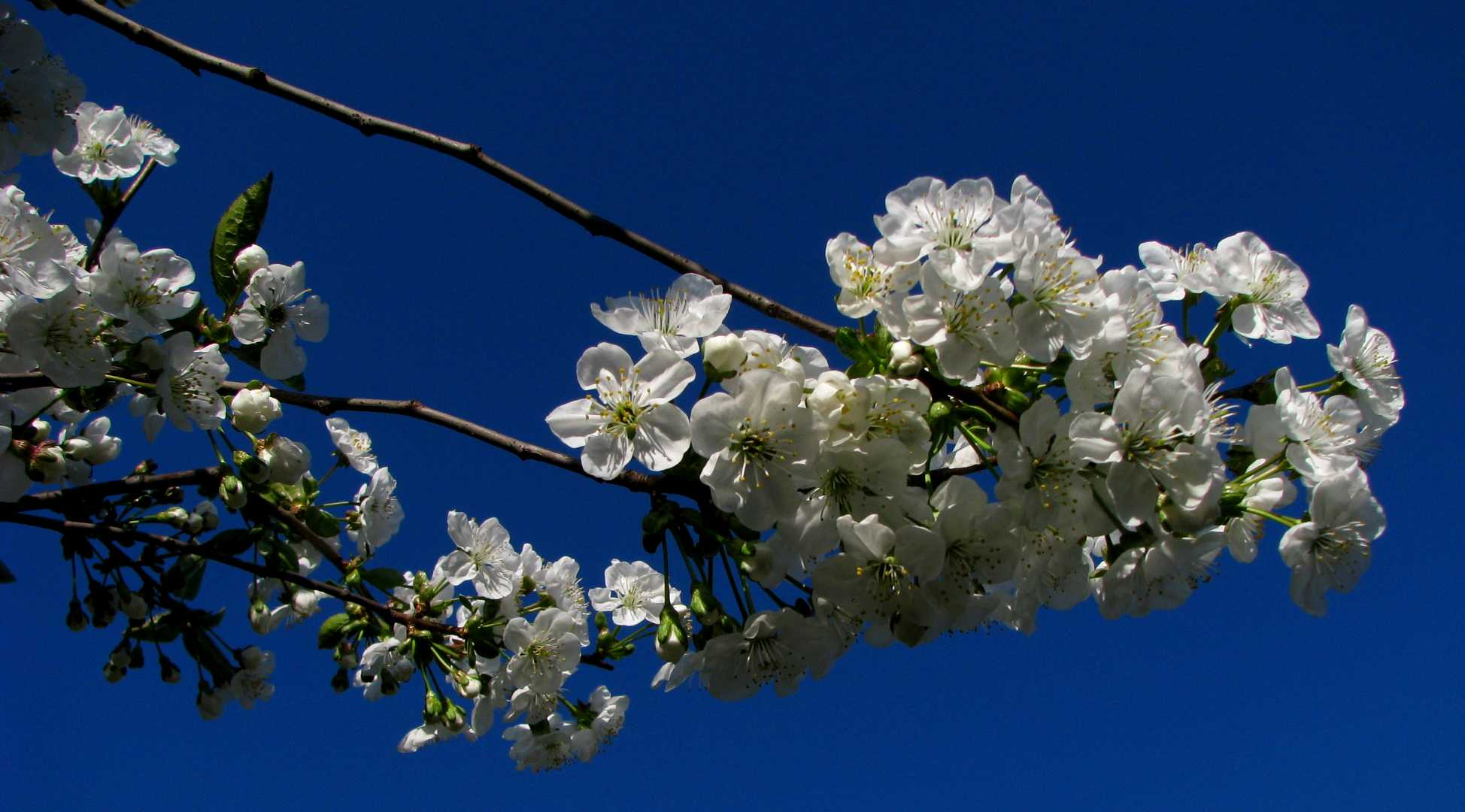
Kwitnąca gałązka wiśni

Wróżba z gałązki wiśni – tradycyjna noworoczna wróżba z terenu Opolszczyzny. Wskazania wróżby miały przepowiedzieć młodym mężczyznom powodzenie lub niepowodzenie w przyszłym małżeństwie.
Młodzi mieszkańcy wsi udawali się tuż przed Katarzynkami do miejscowych sadów, gdzie zrywali po gałązce wiśni, którą następnie zanosili do domów, wstawiali do naczynia z wodą i pielęgnowali do Nowego Roku. Czyja z gałązek zakwitła w Nowy Rok, temu wróżono szczęśliwy ożenek w przyszłości.